# 宮谷県
宮谷県（みやざくけん）は、1869年（明治2年）に安房国・上総国・下総国・常陸国内の旧幕府領の管轄のために明治政府によって設置された県。現在の千葉県南部・東部、茨城県南東部を管轄した。
本項では、前身の安房上総知県事についても解説する。

## 歴史

### 房総の戊辰戦争
慶応4年（1868年）4月、江戸城開城を不服とした旧幕府陸軍の一部が江戸を脱出した（当時の史料で「脱走方」、いわゆる「幕府脱走兵」）。こうした「脱走兵」は房総地域に入り込み、騒然とした状況となった。このうち、福田道直ら撤兵隊は、真里谷（木更津市）を拠点として「徳川義軍府」を称し、諸藩に出兵を促し、金銭・食糧・兵器を徴発した。
閏4月、房総地域の旧幕府軍は、市川・船橋戦争、五井戦争において新政府軍に打ち破られた。ここまで、房総半島に所在する徳川譜代の中小諸藩は（幕府軍側に身を投じた請西藩主林忠崇を除いて）新政府・旧幕府の双方に対してあいまいな態度をとっていたが、これらの戦闘での新政府軍勝利以後、新政府への帰順を鮮明にしていくことになる。以後も小規模な騒乱は続くが、新政府は房総の平定を進め、おおむね9月には平穏に復したとされる。

### 安房上総知県事
慶応4年（1868年）7月2日、上州軍監を務めていた久留米藩士柴山典（文平）が安房上総知県事（上総房州監察兼知県事、当時の史料では「房総知県事」などの名でも記されている）に任命され、房総に所在する旧幕府（徳川家）領および旧旗本領の統治に当たることになった。
柴山は上総国市原郡八幡宿（現・千葉県市原市八幡）に赴いたというが、発足当初の安房上総知県事の役所は東京の深川に置かれ、その後八幡に進駐したとする説もある。
8月、埴生郡長南宿の浄徳寺境内（現・長生郡長南町長南575）に移転。12月16日、上総に移転した旧浜松藩（鶴舞藩）に事務引継ぎを行い、山辺郡大網宿字西宮谷（現・千葉県大網白里市大網3002）の宮谷檀林本国寺の学寮を知県事役所とした。
短期間での移動など、安房上総知県事の業務は関東取締出役と似ており、また行政文書伝達も組合村大惣代を通して行うなど、旧幕府時代の行政と大きく変わることはなかった。知県事は、民政や収税にあたるほか、管内の刑罰権などを保持しており、府県兵の管理も行った。

### 宮谷県の設置
1869年（明治2年）2月9日、房総知県事の管轄地域は宮谷県と命名された（2月20日説もある）。柴山典（文平）が知事に任命され、安房・上総・下総・常陸4国内の旧幕府領・旗本領を管轄する本格的な行政組織となった。
県庁は引き続き本国寺に置かれたが、県庁の規模が拡張され、本堂（旧宮谷檀林大講堂）以外の諸堂宇が接収された。常陸国にまでまたがる県の管轄地域は広大であり、大網では位置が偏っていて不便であるとして、明治3年（1870年）11月には佐倉藩飛び地領の佐原（現在の佐原市）に県庁を移転できないか政府に伺いを出しているが、許可を与えられなかった。
柴山は、県内部の抗争である宮谷騒動により1871年（明治4年）7月に罷免され、龍野藩士の柴原和が後任の知事に就任した（詳細は柴山典の項目を参照）。
1871年（明治4年）11月、第1次府県統合にともなう木更津県、新治県の設置により廃止。柴原は木更津県の権令を引き続き務め、後に千葉県の初代権令、初代県令となり、現在の千葉県の基礎を築いた。

### 年表
- 1868年（慶応4年）
  - 閏4月21日 - 府藩県設置の政体書が公布され、府藩県三治制が施行。
  - 7月2日 - 久留米藩士の柴山典（文平）を安房上総知県事に任命。
- 1868年（明治元年）12月16日 - 県庁仮庁舎を山辺郡大網宿宮谷の本国寺に移転。
- 1869年（明治2年）2月9日 - 宮谷県が発足。柴山典を知事に任命（一時は権知事に）。
- 1871年（明治4年）
  - 7月27日 - 柴山典が罷免。龍野藩士で岩鼻県大参事の柴原和が知事に就任。
  - 11月13日 - 第1次府県統合により安房国・上総国の区域が木更津県に統合。同日宮谷県廃止。下総国・常陸国の区域は新治県に移管。

## 管轄地域
合計37万1,000石。戸口51,297戸281,077人（府藩県別人員表）。常陸国以外の地域の詳細は各郡の項目を参照。
- 安房国（5万6,500石余。すべての郡に管轄地あり）
  - 平郡のうち
  - 安房郡のうち
  - 長狭郡のうち
  - 朝夷郡のうち
- 上総国（8万7,800石余。すべての郡に管轄地あり）
  - 山辺郡のうち
  - 武射郡のうち
  - 埴生郡のうち
  - 長柄郡のうち
  - 夷隅郡のうち
  - 市原郡のうち
  - 天羽郡のうち
  - 周淮郡のうち
  - 望陀郡のうち
- 下総国（12万2,000石余）
  - 匝瑳郡のうち
  - 海上郡のうち
  - 香取郡のうち
- 常陸国（10万4,700石余）
  - 河内郡のうち - 73村（幕府領51村、旗本領37村、谷田部藩領1村）
  - 行方郡のうち - 24村（幕府領4村、旗本領22村）
  - 鹿島郡のうち - 106村（幕府領15村、旗本領95村、松川藩領1村）

なお相給が存在するため、村数の合計は一致しない。

## 歴代知事

### 安房上総知県事
- 1868年（慶応4年）7月2日 - 1869年（明治2年）2月9日 ： 知県事・柴山典（久留米藩士）

### 宮谷県
- 1869年（明治2年）2月9日 - 1869年（明治2年）7月20日 ： 知県事・柴山典
- 1869年（明治2年）7月20日 - 1871年（明治4年）5月17日 ： 権知事・柴山典[8]
- 1871年（明治4年）5月17日 - 1871年（明治4年）7月27日 ： 知事・柴山典[9]
- 1871年（明治4年）7月27日 - 1871年（明治4年）11月13日 ： 知事・柴原和（龍野藩士）